# Physaria spatulata
Physaria spatulata là một loài thực vật có hoa trong họ Cải. Loài này được (Rydb.) Grady & O'Kane mô tả khoa học đầu tiên năm 2007.